# أندريس أوروز
أندريس أوروز (بالإسبانية: Andrés Oroz)‏ هو لاعب كرة قدم تشيلي في مركز الوسط، ولد في 2 أغسطس 1980 في سانتياغو في تشيلي. شارك مع منتخب تشيلي لكرة القدم. أما مع النوادي، فقد لعب مع ديبورتيس أنتوفاغاستا ونادي أونيفرسيداد دي تشيلي ونادي بالستينو ونادي بويبلا ويونيون إسبانيولا.

## وصلات خارجية
- أندريس أوروز على موقع الاتحاد الدولي (مؤرشف)  (الإنجليزية)
- أندريس أوروز على موقع قاعدة بيانات كرة القدم.إي يو (الإنجليزية)
- أندريس أوروز على موقع ناشيونال فوتبول تيمز (الإنجليزية)
- أندريس أوروز على موقع Soccerway.com (الإنجليزية)
- أندريس أوروز على موقع عالم كرة القدم.نت (الإنجليزية)
- أندريس أوروز على موقع أوليمبيديا (الإنجليزية)